# Kyllinga uniflora
Kyllinga uniflora är en halvgräsart som beskrevs av Mtot. Kyllinga uniflora ingår i släktet Kyllinga och familjen halvgräs.
Artens utbredningsområde är Tanzania. Inga underarter finns listade i Catalogue of Life.